# 夏木章
夏木 章（なつき しょう、1928年1月6日 - 没年不詳）は、日本の俳優。本名は榎 鐘一（えのき しょういち）。大映の名脇役の一人である。

## 来歴・人物
1928年（昭和3年）1月6日、東京府荏原郡松沢村大字松原（現在の東京都世田谷区松原）に生まれる。
東京府東京市杉並区（現在の東京都同区）にあった旧制済美中学校を卒業後、日本映画学校演劇科の2期生として入学。1945年（昭和20年）3月卒業と共に大映東京撮影所に入社し、同年公開された田中重雄監督映画『別れも愉し』で映画デビューを果たす。1955年（昭和30年）からは同社の専属契約となり、ガメラシリーズや女賭博師シリーズなど、多数の作品に脇役として出演した。
1971年（昭和46年）の大映倒産後はフリーとなり、映画だけでなくテレビドラマにも出演するようになる。1986年（昭和61年）6月26日に放映されたテレビ朝日制作のテレビドラマ『特捜最前線』第471回「死に憑かれた女!」に出演して以降の出演作品が途絶えている。既に故人であるというが、没年不詳。

## 出演作品

### 映画
- 春雪の門（1953年）
- こんな別嬪みたことない（1954年）
- 緑の仲間（1954年）
- 月よりの使者（1954年）
- 君待船（1954年）
- 火の驀走（1955年）
- 風雪講道館（1955年）
- 楊貴妃（1955年、大映）※夏木明名義[4]
- 講道館四天王（1955年）
- 娘の人生案内（1955年）
- 浅草の鬼（1955年）
- 宇宙人東京に現わる（1956年）
- 無法者の島（1956年）
- あさ潮ゆう潮（1956年）
- 惚れるな弥ン八（1956年）
- 愛の海峡（1956年）
- 午後8時13分（1956年）
- 第三非常線（1956年）
- 銀河の都（1957年）
- 慕情の河（1957年）
- 駅馬車襲わる（1957年）
- 朝の口笛（1957年）
- 残月講道館（1957年）
- 湖水物語（1957年）
- 妻こそわが命（1957年）
- ふるさとの灯台（1957年）
- 九時間の恐怖（1957年）
- 真昼の対決（1957年）
- 穴（1957年）
- 冥土の顔役（1957年）
- 日露戦争勝利の秘史 敵中横断三百里（1957年）
- 手錠（1958年）
- 母（1958年）
- 氷壁（1958年）
- 白いジープのパトロール（1958年）
- 渇き（1958年）
- 巨人と玩具（1958年）
- 恋を掏った女（1958年）
- 夜霧の滑走路（1958年）
- 別れたっていいじゃないか（1958年）
- 消された刑事（1958年）
- 白昼の侵入者（1958年）
- 不敵な男（1958年）
- 都会の牙（1959年）
- 最高殊勲夫人（1959年）
- 夜の闘魚（1959年）
- いつか来た道（1959年）
- 電話は夕方に鳴る（1959年）
- 暴風圏（1959年）
- 美貌に罪あり（1959年）
- 川向うの白い道（1959年）
- 野火（1959年）
- 闇を横切れ（1959年）
- 旅情（1959年）
- 三兄弟の決闘（1960年）
- 流転の王妃（1960年）
- 女経（1960年）
- 暁の翼（1960年）
- 男は騙される（1960年）
- 素敵な野郎（1960年）
- 熱い砂（1960年）
- 夜は嘘つき（1960年）
- 足にさわった女（1960年）
- 銀座のどら猫（1960年）
- おとうと（1960年）
- 顔（1960年）
- 新夫婦読本 若奥様は売れっ子（1961年）
- 婚期（1961年）
- 女は夜化粧する（1961年）
- 悲しき60才（1961年）
- 黒い十人の女（1961年）
- 東京おにぎり娘（1961年）
- 北上夜曲 北上川の初恋（1961年）
- 性生活の知恵（1961年）
- 雑婚時代（1961年）
- 妻は告白する（1961年）
- 男の銘柄（1961年）
- この青年にご用心（1961年）
- 夢でありたい（1962年）
- 女は夜霧に濡れている（1962年）
- 閉店時間（1962年）
- 黒の試走車（1962年）
- すてきな16才（1962年）
- 真昼の罠（1962年）
- あした逢う人（1962年）
- 私は二歳（1962年）
- 女の一生（1962年）
- 禁断（1962年）
- 背広の忍者（1963年）
- 八月生れの女（1963年）
- 黒の札束（1963年）
- 夜の配当（1963年）
- ぐれん隊純情派（1963年）
- 囁く死美人（1963年）
- 風速七十五米（1963年）
- 女が愛して憎むとき（1963年）
- 黒の商標（1963年）
- 巨人 大隈重信（1963年）
- 暗黒街NO.1（1963年）
- 黒の爆走（1964年）
- アスファルト・ガール（1964年）
- 海底犯罪NO.1（1964年）
- 制服の狼（1964年）
- 検事霧島三郎（1964年）
- 女めくら物語（1965年）
- 兵隊やくざ（1965年）
- 夜の勲章（1965年）
- 雲を呼ぶ講道館（1965年）
- 復讐の牙（1965年）
- 六人の女を殺した男（1965年）
- 妻の日の愛のかたみに（1965年）
- 黒い誘惑（1965年）
- 密告者（1965年）
- 新・兵隊やくざ（1966年）
- 破れ証文（1966年）
- 復讐の切り札（1966年）
- 銭のとれる男（1966年）
- わが愛を星に祈りて（1966年）
- ガメラシリーズ
  - 大怪獣決闘 ガメラ対バルゴン（1966年）
  - 大怪獣空中戦 ガメラ対ギャオス（1967年）
  - ガメラ対宇宙怪獣バイラス（1968年）
  - ガメラ対大悪獣ギロン（1969年）
  - ガメラ対大魔獣ジャイガー（1970年）
  - ガメラ対深海怪獣ジグラ（1971年）
- 陸軍中野学校（1966年）
- 若親分あばれ飛車（1966年）
- 白い巨塔（1966年）
- ごんたくれ（1966年）
- 野良犬（1966年）
- 女の賭場（1966年）
- 夜の罠（1967年）
- にせ刑事（1967年）
- 早射ち犬（1967年）
- 毒薬の匂う女（1967年）
- 海のGメン 太平洋の用心棒（1967年）
- 勝負犬（1967年）
- 夜の縄張り（1967年）
- ジェットF104脱出せよ（1968年）
- 怪談おとし穴（1968年）
- 女賭博師尼寺開帳（1968年）
- 闇を裂く一発（1968年）
- フリーセックス 十代の青い性（1968年）
- 女賭博師みだれ壷（1968年）
- 女賭博師十番勝負（1969年）
- 眠狂四郎円月殺法（1969年）
- ヤングパワー・シリーズ 新宿番外地（1969年）
- 天狗党（1969年）
- 新・与太郎戦記（1969年）
- 与太郎戦記（1969年）
- 与太郎戦記 女は幾万ありとても（1970年）
- 喜劇 おひかえなすって!（1970年）
- 高校生ブルース（1970年）
- ボクは五才（1970年）
- すっぽん女番長（1971年）
- 男一匹ガキ大将（1971年）
- 樹氷悲歌（1971年）
- 陸軍落語兵（1971年）
- 悪名尼（1971年）
- 股旅（1973年）
- 君よ憤怒の河を渉れ（1976年）
- 遠野物語（1982年）
- 国東物語（1985年）

### テレビドラマ
- 旅びと（1959年、フジテレビ）
- 東京タワーは知っている（フジテレビ）
  - 第18話「愛の遺書」（1960年）
- 葬うには死体がいる（1962年、フジテレビ）
- 図々しい奴（1963年、TBS）
- ザ・ガードマン（TBS）
  - 第22話「地上21階の襲撃」（1965年）
  - 第86話「悪者たちは死んだ」（1966年）
  - 第277話「銀行ギャングのふるさとは墓場」（1970年）
  - 第313話「素晴らしきハワイ!恋とビキニと殺人」（1971年）
- 夜の主役（1968年、日本テレビ）
- 火曜日の女シリーズ（日本テレビ）
  - 花は見ていた（1971年、ユニオン映画）
  - 男と女と（1973年）
- シークレット部隊（1972年、TBS）
- まごころ（1973年、TBS）
- 殺意を呼ぶ海（1973年、日本テレビ）
- 事件狩り（1974年、TBS）
- 白い牙（1974年、日本テレビ）
- 愛染かつら（1974年、フジテレビ）
- おんな浮世絵 紅之介参る!（1974年、日本テレビ）
- 水もれ甲介 第5話（1974年、日本テレビ）- 区役所員
- 夜明けの刑事（TBS）
  - 第3話「隣りの家の秘密」（1974年）
  - 第55話「七年目に襲われた娘!!」（1976年）
  - 第68話「暴力亭主と別れる方法」（1976年）
- 丹下左膳 こけ猿の壷篇（1974年、よみうりテレビ）
- 霧の神話（1975年、日本テレビ）
- 破れ傘刀舟 悪人狩り（テレビ朝日）
  - 第40話「仕掛けられた罠」（1975年）
  - 第65話「槍しぶき黒田節」（1975年）
- 母絶唱（1975年、日本テレビ）
- 快傑ズバット 第11話「死ぬな友よ! 危機一秒前」（1977年、テレビ東京） - ゴッドタイガー
- 特捜最前線（テレビ朝日）
  - 第1話「愛の十字架」（1977年）
  - 第12話「地獄に墜ちる愛」（1977年）
  - 第25話「北陸路 七年後の女」（1977年）
  - 第91話「交番ジャック・4人だけの忘年会!」（1978年）
  - 第102話「拳銃哀歌II・狼たちの決算!」（1979年）
  - 第113話「若者狩り・恐怖のラブレター!」（1979年）
  - 第140話「ハナコ・少女売春の街!」（1979年）
  - 第189話「犯罪紳士録に載っている男!」（1980年）
  - 第192話「張込み・靴を磨く刑事!」（1981年）
  - 第215話「シャムスンと呼ばれた女!」（1981年）
  - 第225話「チワワを連れた犯罪者!」（1981年）
  - 第234話「リンチ経営塾・消えた父親たち!」（1981年）
  - 第243話「トランプ殺人事件の謎?!」（1982年）
  - 第247話「警視庁狙撃班にいた男!」（1982年）
  - 第257話「母……」（1982年）
  - 第266話「老刑事、女詐欺師を追う!」（1982年）
  - 第274話「恐怖の診察台!」（1982年）
  - 第283話「或る疑惑!」（1982年）
  - 第293話「木枯らしの街で!」（1982年）
  - 第300話「鏡の中の女!」（1983年）
  - 第309話「撃つ女!」（1983年）
  - 第315話「面影列車!」（1983年）
  - 第324話「紫陽花の見た殺人鬼!」（1983年）
  - 第335話「愛人バンクの女!」（1983年）
  - 第362話「疑惑II 女捜査官の追跡!」（1984年）
  - 第384話「偽装結婚・マトリョーシカを持つ女!」（1984年）
  - 第394話「レイプ・白いハンカチの秘密!」（1984年）
  - 第409話「ベッドタウン殺人事件の死角!」（1985年）
  - 第425話「あるサラリーマンの死!」（1985年）
  - 第431話「単身赴任・妻たちの犯罪パーティー!」（1985年）
  - 第441話「女子中学生殺人事件・冬のコオロギのSOS!」（1985年）
  - 第452話「遺書・指名手配113号の男!」（1986年）
  - 第471話「死に憑かれた女!」（1986年）
- 気まぐれ本格派 第17話「女王陛下の船は出た!!」（1978年、日本テレビ）- 刑事
- 破れ新九郎 第13話「激闘!えんま長屋の合戦」（1978年、ANB / 中村プロ） - 亀造
- 仮面ライダー (スカイライダー) 第45話「怪談シリーズ 蛇女が筑波洋を呪う!」（1980年、MBS / 東映） - 駐在
- 非情のライセンス 第3シリーズ 第19話「兇悪の声紋 カー・フェリー爆破三秒前!」（1980年、ANB / 東映）
- 新五捕物帳 第144話「あした咲く義兄弟」（1981年、日本テレビ）
- 佐武と市捕物控（1981年、フジテレビ）
- 幽霊温泉（1981年、テレビ朝日）